# Landkreis Bilin

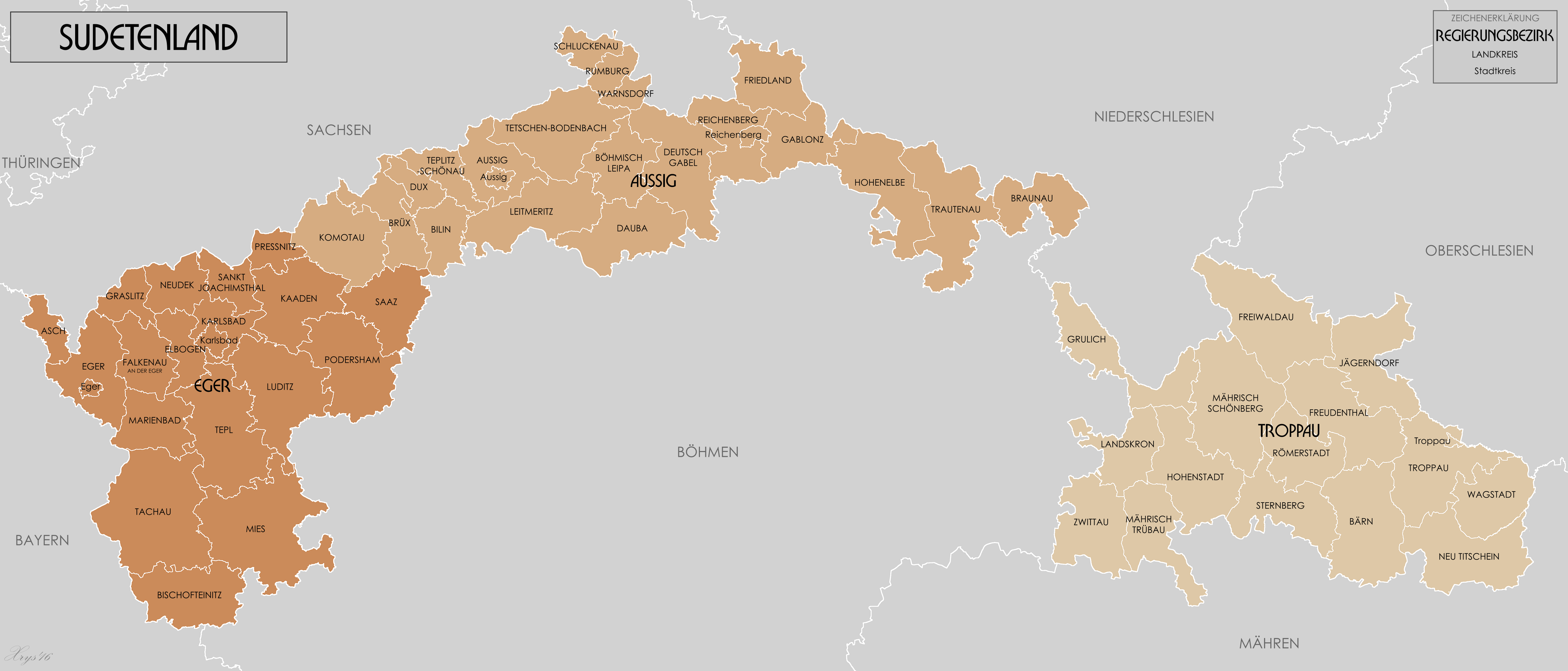
Verwaltungskarte des Reichsgaus Sudetenland

Der deutsche Landkreis Bilin bestand von 1939 bis 1945. Er umfasste am 1. Januar 1945 die Stadt Bilin und 37 weitere Gemeinden. Das Gebiet des Landkreises Bilin hatte am 1. Dezember 1930 39.965  Einwohner, am 17. Mai 1939 waren es 33.559 und am 17. Mai 1947 28.468 Bewohner.

## Verwaltungsgeschichte
Am 1. Mai 1939 wurde im Rahmen einer Neugliederung der Kreise im neu geschaffenen Reichsgau Sudetenland der Landkreis Bilin gegründet. Er entstand aus dem Gerichtsbezirk Bilin des bisherigen Landkreises Dux, gab die Gemeinde Patokrey an den Landkreis Brüx ab und erhielt vom Rest des Gerichtsbezirkes Laun die Gemeinde Rannay. Er gehörte zum neuen Regierungsbezirk Aussig. Sitz der Kreisverwaltung wurde die Stadt Bilin. Bei diesem Zustand blieb es bis zum Ende des Zweiten Weltkriegs. Ab 1945 gehörte das Gebiet zur Tschechoslowakei. Seit ihrer Auflösung ist es ein Teil von Tschechien.

## Landräte
- 1938–1939: Wolfgang Geißler
- 1939–1945: Heinrich Feiler

## Kommunalverfassung
Bereits am Tag vor der förmlichen Eingliederung in den NS-Staat, nämlich am 20. November 1938, wurden alle Gemeinden der Deutschen Gemeindeordnung vom 30. Januar 1935 unterstellt, welche das Führerprinzip auf Gemeindeebene vorsah. Es galten fortan die im Reichsgebiet üblichen Bezeichnungen, nämlich Gemeinde statt Ortsgemeinde, Markt statt Marktgemeinde, Stadt statt Stadtgemeinde und Landkreis statt Politischer Bezirk. 

## Ortsnamen
Die bisherigen Ortsnamen galten weiter, und zwar in der deutsch-österreichischen Fassung von 1918.

## Städte und Gemeinden
Stand 1. Juli 1941
- Bieloschitz (Bělušice)
- Bilin, Stadt (Bílina)
- Böhmisch Zlatnik (České Zlatníky)
- Briesen (Břežánky)
- Charwatz (Charvatce)
- Hnoynitz (Hnojnice)
- Horenz (Hořenec)
- Hostomitz, Markt (Hostomice nad Bílinou)
- Hrobschitz (Hrobčice)
- Jablonitz (Jablonec)
- Kosel (Kozly u Loun)
- Kostenblat (Kostomlaty pod Milešovkou)
- Kremusch (Křemýž)
- Kutterschitz (Chudeřice)
- Lahowitz (Lahovice)
- Lang-Ugest (Jenišův Újezd)
- Liebshausen (Libčeves)
- Lukow (Lukov u Bíliny)
- Luschitz (Lužice u Mostu)
- Meronitz (Měrunice)
- Millay (Milá)
- Minichof (Mnichov)
- Mukow (Mukov)
- Preschen (Břešťany)
- Prohn (Braňany)
- Radowesitz (Radovesice)
- Rannay (Raná u Loun)
- Rissut (Řisuty)
- Roth-Aujezd (Červený Újezd)
- Schelkowitz (Želkovice)
- Schichow (Zichov)
- Schiedowitz (Židovice)
- Schwaz (Světec)
- Selnitz (Želenice)
- Skirschina (Skršín)
- Stiepanow (Štěpánov)
- Welhenitz (Lhenice)
- Wodolitz (Odolice)